# Heteronarce prabhui
Heteronarce prabhui is een vissensoort uit de familie van de sluimerroggen (Narkidae). De wetenschappelijke naam van de soort is voor het eerst geldig gepubliceerd in 1981 door Talwar.